# ميلتون غريفيثز
ميلتون غريفيثز (بالإنجليزية: Milton Griffiths)‏ (30 أبريل 1975 بمونتيغو باي في جامايكا - ) هو لاعب كرة قدم جامايكي في مركز الوسط. شارك مع منتخب جامايكا لكرة القدم. أما مع النوادي، فقد لعب مع آينتراخت براونشفايغ ونادي هاربور فيو وWilliam Carey Crusaders ‏.

## وصلات خارجية
- ميلتون غريفيثز على موقع قاعدة بيانات كرة القدم.إي يو (الإنجليزية)
- ميلتون غريفيثز على موقع بيانات كرة القدم. دي إي (الألمانية)
- ميلتون غريفيثز على موقع ناشيونال فوتبول تيمز (الإنجليزية)
- ميلتون غريفيثز على موقع عالم كرة القدم.نت (الإنجليزية)